# Казабьянка, Рафаэль де
Рафаэль де Казабьянка (27 ноября 1738, Весковато, Корсика — 28 ноября 1825, Бастия, там же) — французский и корсиканский военачальник, дивизионный генерал (1794), сыгравший важную роль в истории Корсики в переломный для острова момент. Родственник капитана Люка Казабьянки (1762—1798).

## Биография
Будущий генерал Рафаэль Казабьянка родился в корсиканской дворянской семье, и был воспитан в атмосфере нетерпимости к Генуэзской республике, которая владела Корсикой в тот период. Уже с в 1755 году такому положению дел был положен конец, когда корсиканские патриоты во главе с Паскалем Паоли провозгласили Корсиканскую республику. Однако в 1768 году Генуя, не сумев подавить выступление корсиканцев, передала «в счёт уплаты долгов» остров Франции, после чего его покорили французские войска, к которым, тем не менее, корсиканцы отнеслись лучше, чем к генуэзским.
После присоединения Корсики к Франции, Рафаэль Казабьянка с  1770 года являлся пехотным капитаном на французской службе. Уже в 1772 году, заслужив себе во Франции репутацию хорошего офицера, он был произведён в майоры и переведён служить на родную Корсику, где поддерживал политику местных французских губернаторов, и даже участвовал в усмирении антифранцузских народных выступлений.
В 1790 году, с началом Французской революции, Казабьянка был включён в состав делегации, направленной корсиканцами в Лондон к Паскалю Паоли, с предложением вернуться на родину. Приняв предложение делегации, Паоли, проживший много лет в эмиграции в Лондоне, вернулся на Корсику через Париж, где его теперь считали борцом против королевской власти.
Казабьянка тем временем получает чин полковника и сражается во французской Северной армии, где он отличился в боях вокруг города Монса, а затем сумел во главе небольшого отряда с налёта захватить городок Кьеврен, однако затем вынужден был отступить к Валансьену. Направленный после этого в армию Альп, он занимает перевал Малый Сен-Бернар, обеспечив вторжение французов в Савойю.
Между тем, ситуация на Корсике изменилась. Рафаэль де Казабьянка был послан на родину, чтобы возглавить организованный профранцузской партией десант на соседнюю Сардинию, имевший целью захват города Кальяри, однако он закончился неудачей, во многом, из-за отношения многих корсиканцев, не проявивших интереса к этому мероприятию, и уделявших куда больше внимания воззваниям Паскаля Паоли.
Паоли, радостно встреченный парижанами, как республиканец, был, в первую очередь, корсиканским сепаратистом. Ориентируясь на Англию, и опираясь на сильный английский флот, подошедший к Корсике, он вновь провозгласил независимость острова, теперь от Франции, согласившись на статус самоуправляемой колонии в руках у англичан.
Действия Паоли разделили корсиканское дворянство. Решительно против выступили старый соратник Паоли, Аббатуччи и его сын, молодой генерал Аббатуччи, семья Бонапартов, комиссар Конвента Саличети, к этому лагерю примкнул и Казабьянка. Паоли поддержало немало других дворян, в частности, Лионелли и Поццо ди Борго.
На Корсике фактически началась гражданская война. Сторонники Паоли, поддержанные высадившимися на остров английскими силами, заняли большую часть его территории, тогда как сторонники Франции укрылись в нескольких укреплённых городах, которые были осаждены восставшими. Наиболее ожесточённый характер носила осада Кальви, который оборонял гарнизон под началом Казабьянки и старшего Аббатуччи. По итогам 40-дневной осады, из которой 28 дней осаждающие ожесточённо обстреливали город из орудий, Кальви был практически полностью разрушен, а гарнизон согласился на почётную капитуляцию и был эвакуирован во Францию на английских кораблях.
Однако победа англичан на Корсике длилась недолго. Уже спустя два года британское управление разочаровало корсиканцев до такой степени, что британцам пришлось в срочном порядке эвакуировать остров. Тем временем, Казабьянка в 1796-1800 годах сражается в Италии и Швейцарии под началом Бонапарта, Массена и Шампионне.
После прихода к власти Наполеона, Рафаэль де Казабьянка, которому было около 60-ти, отошёл от активной службы и был назначен сенатором, а при Первой Реставрации — пэром. Эту должность он сохранил и во время Ста дней. Хотя Сенат во времена Наполеона был достаточно номинальным органом, Казабьянка время от времени исполнял те или иные поручения императора, например, в 1804 году он расследовал управление Корсикой генералом Жозефом Мораном (не следует путать с генералом Шарлем Мораном). 
Наполеон всю жизнь относился к генералу Казабьянке с большим уважением, сделал его графом Империи и Великим офицером ордена Почётного легиона. Казабьянка был другом матери императора, Летиции Рамолино.
После Второй Реставрации Бурбонов он по-прежнему оставался пэром Франции. Скончался на родине.

## Титулы
- Граф Империи (фр. comte Casabianca et de l'Empire; патент подтверждён в мае 1808 года);
- Пожизненный пэр (с 4 июня 1814 года).
- Наследственный пэр (с 19 ноября 1819 года).

## Награды
Легионер ордена Почётного легиона (2 октября 1803 года)
 Великий офицер ордена Почётного легиона (14 июня 1804 года)
 Рыцарь военного ордена Святого Людовика (21 декабря 1814 года)

## Гербы

Герб семьи Казабьянка.
Герб графа Казабьянка при Первой империи.
Герб графа Казабьянка при Реставрации.